# Capela Rosslyn

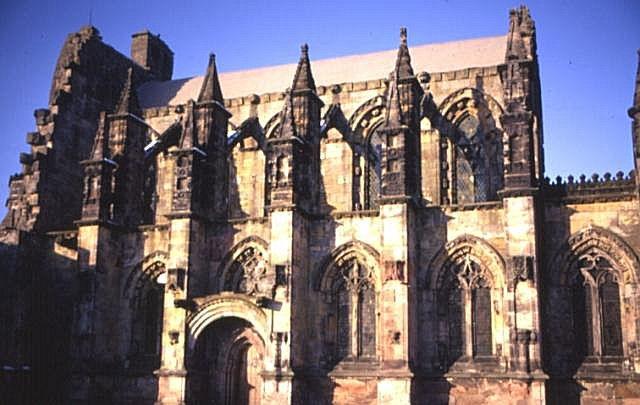
Capela Rosslyn

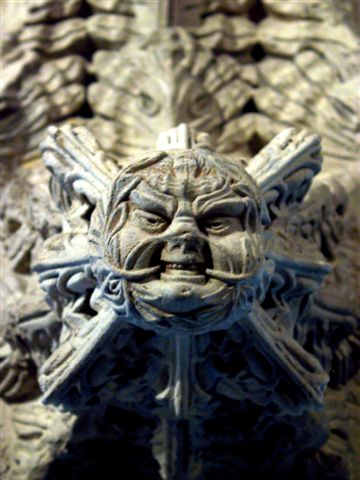
"Omul verde", sculptură din Capela Rosslyn

Capela Rosslyn aflată la câteva mile distanță de Edinburgh, capela, cunoscută inițial sub numele de capela Sfântului Matei, a fost construită de către Sir William Sinclair, membru al unei familii de nobili scoțieni din Orkney, Cavaler Templier. 
Pe lângă această conexiune, aparent, capela joacă un rol și în istoria post-solomoniană a masoneriei. De altfel, în interiorul lăcașului pot fi văzute multe elemente și simboluri specifice simbolisticii francmasone. Foarte intrigant este faptul că, pe pereții interiori ai capelei, pot fi văzute reprezentări ale porumbului și ale plantei de aloe vera, deși Cristofor Columb avea să descopere continentul american abia 15 ani după construcția templului. 
În ultima perioadă au fost făcute extrem de multe speculații în privința secretului din pivnița capelei. Responsabilii legali au refuzat orice fel de cercetare ale subteranelor. Se presupune că acolo a fi ascunsă comoara Cavalerilor Templieri, precum și Sfântul Graal. 